# Dolendougou
Dolendougou est une commune rurale du Mali de l'arrondissement de Dandougou, dans le cercle de Béléko et la région de Dioïla. Elle a pour chef-lieu la localité de Dandougou.

## Villages
La commune s'étend sur 9 villages relevés lors du recensement général de 2009. 
Les villages les plus peuplés sont :
- Siana (3 573 habitants) ;
- Dandougou (2 757 habitants) ;
- Wassandjila (1 244 habitants).